# Поправка Юрій Юрійович
Поправка Юрій Юрійович (11 вересня 1995, Морозівка, Баришівський район, Київська область — 18 квітня 2014, Слов'янськ, Донецька область) — український студент, учасник Революції гідності. Одна з перших жертв війни на сході України: разом з Юрієм Дяковським потрапив у полон до проросійських бойовиків, його тіло було знайдено 19 квітня 2014 року разом з тілом Володимира Рибака. Вшанований званням «Герой України» посмертно.

## З життєпису
На 2014 рік — студент КПІ (заочно, факультет соціології та права).
Юрій разом із друзями поїхав до своєї дівчини до Харкова 16 квітня, після цього з ним не було зв'язку. Дівчина Юрія, Даша, яка навчається у Харкові, розповіла, що він приїхав до неї з друзями, а наступного дня поїхав невідомо куди.
Разом із Юрієм Дяковським і ще трьома товаришами вирушив до Слов'янська. 16 квітня їх помітили проросійські бойовики, але пропустили в пастку між двома блокпостами та почали оточувати. 17 квітня по обіді Юрій потрапив у полон.
Мати Юрія, Ярослава Поправка, заявила про зникнення сина.
19 квітня 2014 року тіло Юрія було знайдено в річці Казенний Торець біля смт Райгородок Донецької області з ознаками насильницької смерті разом з тілом горлівського депутата Володимира Рибака, яке 22 квітня було упізнано його дружиною. Впізнати Юрія вдалося лише 25 квітня. За повідомленням пресслужби МВС, «причина смерті обох загиблих — комбінована травма тіла внаслідок тортур, з подальшим утопленням ще живих непритомних потерпілих».
За даними свідків, зокрема того, який був у полоні разом з Юрієм та вижив після катування, Юрія вбили за відмову говорити російською і відмову збрехати, що ходить до храму Московського патріархату.
Похований 28 квітня у Київській області, селі Морозівка.

## Слідство
За наявними у слідства даними, до тортур і вбивства цих людей причетні представники російського угруповання, яке захопило будівлю СБУ в місті Слов'янську. Головний редактор Цензор.нет Юрій Бутусов повідомив:

| Екстрене засідання Кабміну у справі про викрадення та вбивство у Слов'янську двох українців із Донецької області, учасників акції «За єдину Україну!» в Горлівці. Катували жахливо. Краще ці фото нікому не бачити. Це робили не люди, а звірі. Палили вогнем, різали ножами… Експерти показують — чисто «кавказький почерк» … Є два свідки, які бачили, як катували цих людей у будівлі, яку контролюють «зелені чоловічки», що саме вони охороняли кімнату тортур. Я не знаю, які ще потрібні жертви, щоби примусити СБУ виконати нарешті прямий наказ Верховного Головнокомандувача про знищення терористичних груп на сході України. Інакше навіщо нам Антитерористичний центр СБУ? Інакше керівництво СБУ має здавати повноваження й відкривати арсенали народу. |
| — Юрій Бутусов, головний редактор Цензор.нет, 22 квітня 2014. |

Невідомо, чи МВС та СБУ до 24 серпня 2014 року назвали офіційно імена організаторів та виконавців убивства.

## Вшанування пам'яті
23 липня 2014 предстоятель УПЦ КП Патріарх Філарет у присутності представників УПЦ (МП), УГКЦ і РКЦ очолив чин освячення академічного храму на честь Миколая Чудотворця, архієпископа Мир Лікійських, при Київському політехнічному інституті.
У День Незалежності України, 24 серпня 2014, предстоятель Української греко-католицької церкви Патріарх Святослав освятив пам'ятник Героям Небесної Сотні. Пам'ятник у вигляді козацького хреста знаходиться біля новозбудованого міжконфесійного храму на честь Миколая Чудотворця, що поруч із гуртожитком КПІ.
12 жовтня 2017 Київрада перейменувала вулицю Миколи Лебедєва в Дніпровському районі Києва на честь Поправки Юрія.
Кабінет Міністрів України 15 листопада 2017 р. заснував в числі державних стипендій найкращим молодим вченим за вагомий внесок у розвиток демократичних та гуманістичних цінностей у сфері науки й освіти та зміцнення міжнародного авторитету України стипендію імені Юрія Поправки.

## Державні нагороди
- Звання Герой України з удостоєнням ордена «Золота Зірка» (20 лютого 2015, посмертно) — за громадянську мужність, патріотизм, героїчне відстоювання конституційних засад демократії, прав і свобод людини, самовіддане служіння Українському народові, виявлені під час Революції гідності[20]